# Бемижка
Беми́жка (рос. Бемыжка) — річка в Кізнерському районі Удмуртії, Росія, права притока Ум'яка.
Довжина річки становить 25 км. Бере початок на північній околиці села Микольський, впадає до Ум'яка навпроти колишнього села Угольний Кордон. Висота витоку 180 м, висота гирла 76 м, похил річки 4,2 м/км.
На річці розташовані села Верхній Бемиж та Бемиж. В останньому збудовано декілька автомобільних мостів.
За даними Федерального агентства водних ресурсів річка має такі дані:
- Код річки в державному водному реєстрі — 10010300612111100040592
- Код по гідрологічній вивченості — 111104059
- Код басейну — 10.01.03.006